# Vaľkovňa
Vaľkovňa je obec na Slovensku. Nachází se v Banskobystrickém kraji v okrese Brezno. První písemná zmínka o obci je z roku 1612.
Obec vznikla roku 1954 vyčleněním z obce Šumiac. Tvoří ji osady Vaľkovňa, Nová Maša, Zlatno a Švábolka.